# Lac-Beauport
Lac-Beauport ist eine Gemeinde im Süden der kanadischen Provinz Québec. Sie liegt in der Verwaltungsregion Capitale-Nationale, etwa 20 km nördlich des Zentrums der Provinzhauptstadt Québec. Lac-Beauport gehört zur regionalen Grafschaftsgemeinde (municipalité régionale du comté) La Jacques-Cartier, hat eine Fläche von 61,79 km² und zählt 7801 Einwohner (Stand: 2016).

## Geographie
Lac-Beauport liegt inmitten bewaldeter Ausläufer der Laurentinischen Bergen, zwischen den Flusstälern des Rivière Saint-Charles im Westen und des Rivière Montmorency im Osten. Der größte Teil der Siedlung befindet sich in der südwestlichen Ecke des Gemeindegebiets, westlich des gleichnamigen Sees Lac Beauport. Dieser ist knapp zwei Kilometer lang und einen halben Kilometer breit. Hinzu kommen verschiedene weitere Seen wie Lac Bonnet, Lac Morin, Lac Neigette oder Lac Tourbillon.
Nachbargemeinden sind Stoneham-et-Tewkesbury im Norden, Sainte-Brigitte-de-Laval im Osten und Québec im Süden.

## Geschichte
Die Besiedlung begann um 1820 mit Waldrodungen, um Platz für die Waterloo Settlement zu schaffen. Die zunächst überwiegend englischsprachigen Siedler, die hauptsächlich Landwirtschaft betrieben, erinnerten mit dem Ortsnamen an die Schlacht bei Waterloo. 1853 erfolgte die Gründung der Gemeinde Saint-Dunstan-du-Lac-Beauport, benannt nach dem englischen Heiligen Dunstan von Canterbury und der Seigneurie Beauport. Umgangssprachlich war fast ausschließlich die Ortsbezeichnung Lac-Beauport in Gebrauch, was 1989 zur offiziellen Umbenennung führte. Die touristische Entwicklung setzte in den 1930er Jahren auf Anregung des Wintersportpioniers Herman Smith-Johannsen ein. Seit 2002 gehört Lac-Beauport zum Zweckverband Communauté métropolitaine de Québec.

## Bevölkerung
Gemäß der Volkszählung 2011 zählte Lac-Beauport 7.281 Einwohner, was einer Bevölkerungsdichte von 118,8 Einw./km² entspricht. 96,3 % der Bevölkerung gaben Französisch als Hauptsprache an, der Anteil des Englischen betrug 2,0 %. Als zweisprachig (Französisch und Englisch) bezeichneten sich 0,5 %, auf andere Sprachen und Mehrfachantworten entfielen 1,2 %. Ausschließlich Französisch sprachen 51,4 %. Im Jahr 2001 waren 91,9 % der Bevölkerung römisch-katholisch, 1,5 % protestantisch und 5,9 % konfessionslos.

## Wirtschaft und Verkehr
Lac-Beauport ist stark vom Tourismus geprägt. Dazu trägt insbesondere Le Relais bei, ein Wintersportgebiet am Nordhang des Montagne des Ormes. Im Sommer sind die Seen, die Berge und ein Golfplatz das Ziel zahlreicher Tages- und Wochenendausflügler.
Der Ort ist über eine Nebenstraße erreichbar, die etwas außerhalb der Gemeindegrenze von der Autoroute 73 abzweigt.

## Persönlichkeiten
- Lucie Laroche (* 1968), Skirennläuferin
- Manon Rhéaume (* 1972), Eishockeyspielerin
- Samuel Morin (* 1995), Eishockeyspieler